# Important Bird Area

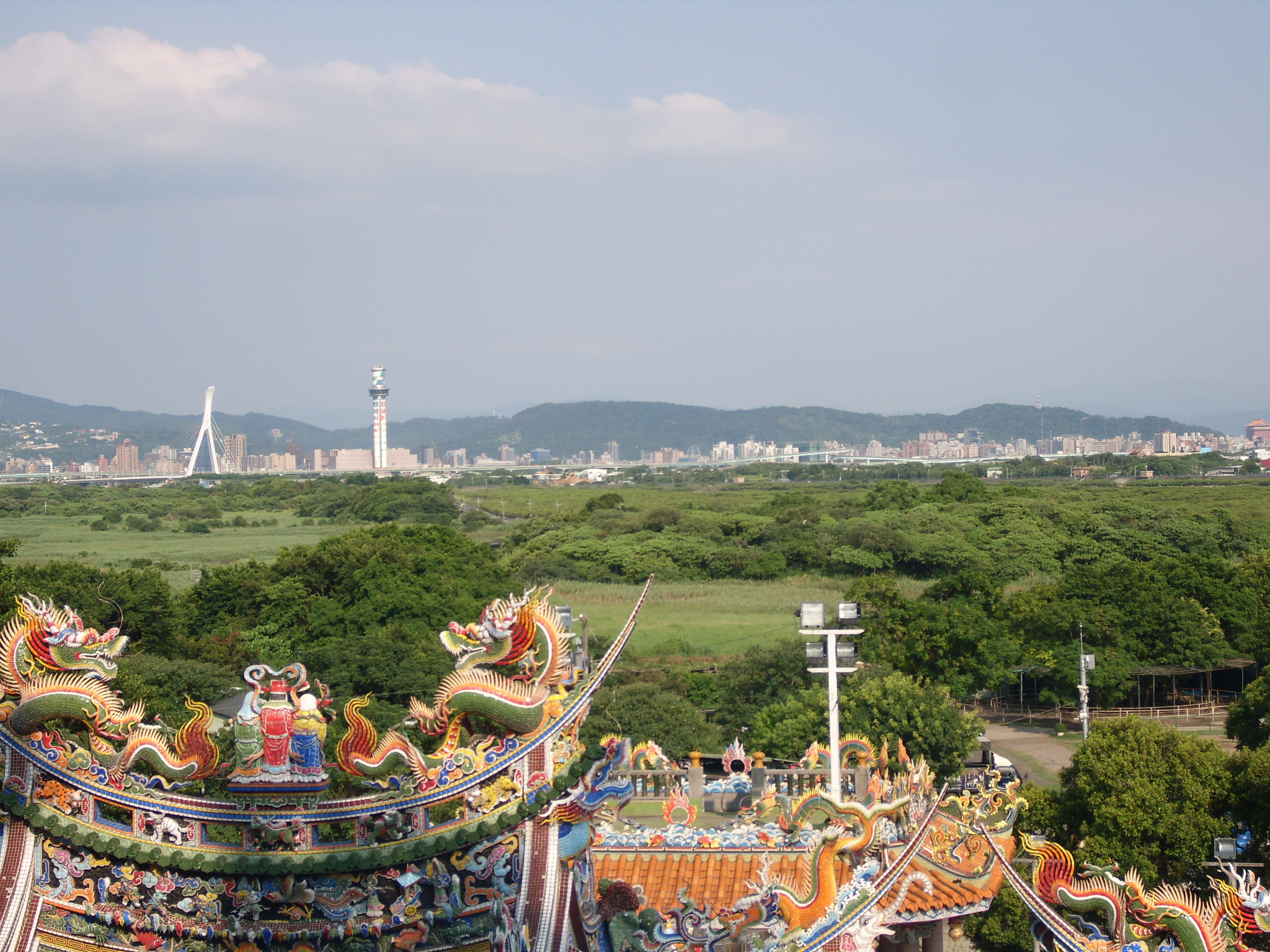
IBA vid Guandu Nature Park i Taipei i Taiwan.

En Important Bird and Biodiversity Area (IBA) är ett område som identifierats som globalt viktigt för bevarandet av fågelpopulationer utifrån internationellt uppställda kriterier.
IBA-systemet skapades av och områdena har lokaliserats av BirdLife International. För närvarande finns över 12 000 IBA:er runt om i världen.
Området ska vara tillräckligt litet för att habitatet i sin helhet ska kunna bevaras och det ska skilja sig till sin karaktär, habitatmässigt eller ornitologiskt, från de kringliggande habitaten. I USA administreras programmet av National Audubon Society.
Ofta utgör IBA en del av landets befintliga naturskyddsområden och skyddas därför enligt nationell lagstiftning. Juridiskt erkännande och skydd av IBA:er som förekommer utanför befintliga naturskyddsområden varierar i olika länder. Vissa länder har nationella skyddsstrategier för IBA:er, medan andra helt saknar skydd.

## Kriterier
IBA:er identifierats utifrån internationellt uppställda kriterier. Särskilda tröskelvärden för IBA:er fastställs av regionala och nationella styrorganisationer. För att vara listad som en IBA måste området uppfylla minst ett av följande klassificeringkriterier:
- A1. Globalt hotade arter.

Området kvalificerar sig om det finns en känd population, eller att man tror att det finns en population, av en art som kategoriseras av IUCN:s rödlista som akut hotad, starkt hotad eller sårbar. I allmänhet utgör en regelbunden närvaro av en akut eller starkt hotad art, oavsett populationsstorlek, tillräckligt för att ett område ska kvalificeras sig som en IBA. För sårbara arter krävs fler kriterier för att området ska kvalificera sig.
- A2. Arter med begränsat utbredningsområde.

Området är en av flera utvalda platser för att säkerställa att arter med begränsade utbredningsområden inom ett endemiskt fågelområde (EBA), eller inom ett sekundärt område (SA), förekommer i betydande antal på åtminstone en, men helst flera platser.
- A3. Arter begränsade till viss biotop.

Området är en av flera utvalda platser för att säkerställa att det finns en adekvat förekomst av arter som är begränsade till en viss biotop.
- A4. Ansamlingar.
  - i. Detta kriterium omfattar 'sjöfåglar' så som de definieras av Delaney och Scott [5] och är utformad utifrån kriterium 6 inom Ramsarkonventionen för att identifiera våtmarker av internationell betydelse.
  - ii. Detta kriterium omfattar de havsfåglar som inte omfattas av Delaney och Scott (2002). Kvantifierbara data hämtas från en mängd publicerade och opublicerade källor.
  - iii. Detta kriterium är utformat utifrån kriterium 5 inom Ramsarkonventionen för att identifiera våtmarker av internationell betydelse.
  - iv. Området är känt för, eller tros hålla fler flyttfåglar än tröskelvärdet satt för flaskhalsområden.[6]